# Nadja Tiller

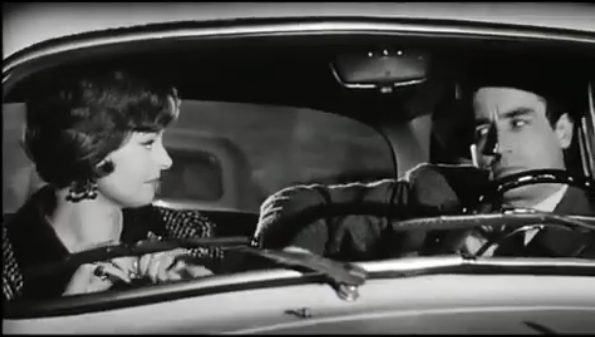
Nadja Tiller și Vittorio Gassman într-o scenă din filmul italian Anima nera (1962)

Nadja Maria Tiller (n. 16 martie 1929, Viena, Republica Austriacă – d. 21 februarie 2023, Hamburg, Germania) a fost o actriță austriacă, renumită în anii 1950 și 1960.

## Biografie
Nadja Tiller a fost fiica actorului Anton Tiller, originar din Dresda și a solistei de operă Erika Körner. Ea urmează cursurile școlii în Viena, iar din 1949 studiază la academia de muzică și dramaturgie din Viena. Tot în anul 1949 este aleasă Miss Austria și debutează cu filmul "Märchen vom Glück" (Povești de noroc). La scurt timp joacă în filmul "Kleiner Schwindel am Wolfgangsee" (O șotie pe lacul Wolfgang) în regia lui Franz Antel. Ea devine cunoscută în 1955 prin filmul lui Rolf Thiele, "Die Barrings". Acest succes a fost urmat de o serie de filme ca "Lulu" cu Mario Adorf sau "O. E. Hasse" cu Hildegard Knef. Pe plan internațional devine renumită în 1958 cu filmul Rosemarie. Nadja Tiller a jucat diferite roluri alături de actori ca: O. W. Fischer, Curd Jürgens, Hansjörg Felmy, Mario Adorf, Jean Gabin, Yul Brynner, Robert Mitchum, Rod Steiger, Jean-Paul Belmondo și Jean Marais. Ea era considerată în Europa a doua actriță erotică după Sophia Loren.

## Filmografie
- 1949 Märchen vom Glück / Traum vom Glück
- 1949 Kleiner Schwindel am Wolfgangsee
- 1950 Kind der Donau
- 1952 Schäm dich, Brigitte / Wir werden das Kind schon schaukeln
- 1952 Ich hab mich so an Dich gewöhnt
- 1952 Illusion in Moll
- 1953 Einen Jux will er sich machen / Einmal keine Sorgen haben
- 1953 Die Kaiserin von China
- 1953 Ein tolles Früchtchen / Das Früchtchen
- 1953 Schlagerparade
- 1953 Liebe und Trompetenblasen
- 1954 Fata viitorului (Mädchen mit Zukunft), regia Thomas Engel
- 1954 Ea (Sie), regia Rolf Thiele
- 1954 Der letzte Sommer
- 1954 Gestatten, mein Name ist Cox
- 1955 Bal la Savoy (Ball im Savoy), regia Paul Martin
- 1955 Griff nach den Sternen
- 1955 Wie werde ich Filmstar?
- 1955 Hotel Adlon
- 1955 Die Barrings
- 1955 Reich mir die Hand, mein Leben
- 1955 Das Bad auf der Tenne
- 1956 Ich suche Dich
- 1956 Friederike von Barring
- 1956 Fuhrmann Henschel
- 1956 Spion für Deutschland
- 1957 Banktresor 713
- 1957 Drei Mann auf einem Pferd
- 1957 Für zwei Groschen Zärtlichkeit
- 1957 El Hakim, regia Rolf Thiele
- 1957 La Tour, e în gardă (La Tour, prends garde!), regia Georges Lampin (cu Jean Marais)
- 1958 Dezordinea și noaptea (Le désodre et la nuit, cu Jean Gabin)
- 1958 Rosemarie (Das Mädchen Rosemarie), regia Rolf Thiele
- 1959 Rififi bei den Frauen (Du Rififi chez les femmes)
- 1959 Labirint (Labyrinth der Leidenschaften), regia Rolf Thiele
- 1959 Buddenbrooks (2 serii), regia Alfred Weidenmann
- 1959 Cel aspru și cel blând (The Rough and the Smooth), regia Robert Siodmak
- 1960 Ambasadoarea (Die Botschafterin)
- 1961 Geliebte Hochstaplerin
- 1961 Affäre Nina B. (L'Affaire Nina B.), regia Robert Siodmak
- 1961 Camera arzătoare (La chambre ardente), regia Julien Duvivier  (cu Walter Giller și Jean-Claude Brialy)
- 1962 Suflet întunecat (Anima nera), regia Roberto Rossellini
- 1962 An einem Freitag um halb zwölf
- 1962 Lulu, regia Rolf Thiele
- 1963 Erotica
- 1963 Moral 63, regia Rolf Thiele
- 1963 Schloß Gripsholm, regia Kurt Hoffmann (cu Jana Brejchová)
- 1963 Das große Liebesspiel
- 1964 Tonio Kröger, regia Rolf Thiele
- 1965 Das Liebeskarussell
- 1965 Trageți în Stanislas! (Rendezvous der Killer), regia Jean-Charles Dudrumet
- 1965 Rififi in Paris
- 1966 Der Verführer läßt schön grüßen (Alfie)
- 1966 Mohn ist auch eine Blume (The Poppy is Also a Flower), regia Terence Young
- 1966 Pipele (Dýmky), regia Vojtěch Jasný : lăptăreasa goală
- 1966 Das gewisse Etwas der Frauen
- 1966 Geliebter Schuft (Tendre voyou)
- 1966 Sommer zu dritt (L'estate)
- 1968 Lady Hamilton – zwischen Schmach und Schande, regia Christian-Jaque
- 1969 Waterloo (film TV)
- 1969 Hotel Royal (film TV)
- 1969 11 Uhr 20 (film TV)
- 1969 Ohrfeigen
- 1969 Blonde Köder für den Mörder
- 1970 Oh happy Day
- 1970 Die Feuerzangenbowle
- 1970 Engel, die ihre Flügel verbrennen
- 1971 Hallo, wer dort? (TV)
- 1971 Das Geheimnis des gelben Grabes
- 1972 Überlegungen eines Mörders (TV Der Kommissar)
- 1972 L'occhino nel labirinto
- 1972 Der Mönch und die Frauen (Le moine)
- 1973 Geschichten zu zweit (film TV)
- 1973-76 Hallo - Hotel Sacher...Portier (serial TV)
- 1975 Das ganz große Ding
- 1976 ...in allen Lebenslagen. Fünf Geschichten von heute (film TV)
- 1976/77 Es muß nicht immer Kaviar sein (serial TV)
- 1977 4tel vor 8 (TV)
- 1977 Die schöne Marianne (TV)
- 1978 Hotel zur schönen Marianne (TV)
- 1979 Ein Mann für alle Fälle (TV)
- 1980 Liebling, ich lass' mich scheiden (TV)
- 1980 Sternensommer (TV)
- 1980/81 Die Laurents (TV)
- 1982 Mordkommando (serial TV Tatort)
- 1982 Sein erster Fall oder Die schwarze Katze im Sack
- 1983 Frau Schliemann und das Abenteuer (TV Das Traumschiff)
- 1983 Locker vom Hocker (TV)
- 1984 Er-Goetz-liches (TV)
- 1985 Mütter und Töchter (TV)
- 1986 Der Infarkt (serial TV Die Schwarzwaldklinik)
- 1986 Die Zierpflanze (TV)
- 1986 Der Sommer des Samurai
- 1987 Der Gebrauchtwagen (TV Geschichten aus der Heimat)
- 1993 Böses Blut (serial TV)
- 1994 Alles Glück dieser Erde (TV)
- 1995 Ein unvergeßliches Wochenende... auf Mallorca (TV)
- 1995 Pakten
- 1996 Liane (film TV)
- 1996 Die Gräfin (film TV Sylter Geschichten)
- 1996 Freundschaftsvertrag (TV Freunde fürs Leben)
- 1997 Champagner und Kamillentee (TV)
- 1997 Das Leben der Cora Herrlich (TV Die Drei)
- 1997 Stunden der Entscheidung (TV Rosamunde Pilcher)
- 1998 Nächte mit Joan (TV)
- 1999 Sturmzeit (5 episoade TV)
- 1999 Holstein Lovers (TV)
- 2000 Immer
- 2000 Zwischen Liebe und Leidenschaft (TV)
- 2001 Das Weibernest (TV)
- 2001 Wind über dem Fluss (TV Rosamunde Pilcher)
- 2002 Alte Bäume, junges Grün (TV-Serie Für alle Fälle Stefanie)
- 2002 Ein Albtraum von 3 1/2 Kilo (TV)
- 2003 Der zweite Frühling (TV)
- 2004 Das Bernsteinamulett (TV)
- 2004 René Deltgen – Der sanfte Rebell
- 2005 Liebe wie am ersten Tag (TV)
- 2005 Lauras Wunschzettel (TV)
- 2006 Im Tessin (TV-Serie Der Ferienarzt)
- 2006 Cars (dublaj voce)
- 2007 Liebling, wir haben geerbt! (TV)
- 2008 Und ewig schweigen die Männer (TV)
- 2009 Liebe ist Verhandlungssache (TV)
- 2009 Es liegt mir auf der Zunge (TV)
- 2009 Dinosauri

## Distincții
- 1956: Goldene Maske (Masca de Aur) ca tânără speranță
- 1959: Premiul italian (Biennale) pentru Das Mädchen Rosemarie
- 1960: Filmband in Silber (Banderola de argint) ca cea mai bună interpretă din filmul  Labyrinth
- 1963: Premio saci, din Argentina  pentru Moral 63
- 1979: Filmband in Gold (Banderola de aur) pentru rezultate deosebite ca actor
- 1999: Platin Romy (Premiul Romy Schneider) pentru opera ei deosebită
- 2000: Österreichisches Ehrenzeichen für Wissenschaft und Kunst I. Klasse (distincția de onoare austriacă clasa I)
- 2000: Bundesverdienstkreuz distincție de onoare
- 2005: DIVA-Award in categoria „Lifetime Award (Hall of Fame)“ pentru realizările ei
- 2006: Bambi categoria „Opera vieții“
- 2009: Askania Award pentru realizările din cinematografie (cu  Walter Giller)